# Jean-Louis Taberd
Jean-Louis Taberd (1794-1840), tên Việt là cố Từ, là một nhà truyền giáo người Pháp thuộc Hội Thừa sai Paris, Giám mục hiệu tòa Isauropolis. Ông đã dựa vào các công trình ngôn ngữ của Alexandre de Rhodes (Đắc Lộ) và Pigneau de Béhaine (Bá Đa Lộc) và đặc biệt nhờ vào cuốn từ điển viết tay năm 1773 của Bá Đa Lộc để soạn nên cuốn từ điển Nam Việt-Dương Hiệp Tự vị (1838).

## Tiểu sử
Jean-Louis Taberd sinh năm 1794 tại Saint-Étienne, thụ phong linh mục tại Lyon năm 1817. Sau đó, ông gia nhập Hội Thừa sai Paris vào năm 1820, và được hội này bổ nhiệm đi truyền giáo tại xứ Nam Kỳ, thuộc Việt Nam ngày nay. Năm 1821, ông và 3 vị thừa sai người Pháp khác (Gagelin, Olivier và Gélan) lên cùng chuyến tàu Larose cùng với gia đình ông Jean-Baptiste Chaigneau đi Nam Kỳ (Gagelin và Olivier sau đó đã tử đạo vì những cuộc bách hại đạo dữ dội thời Minh Mạng). Năm 1827, ông được bổ nhiệm làm Đại diện Tông Tòa ở Lái Thiêu, Đàng Trong, và nhận Giám mục hiệu tòa Isauropolis năm 1830. Năm 1833 khi Lê Văn Khôi dấy quân chống lại triều đình Huế rồi lại kêu gọi giáo dân giúp sức, vua Minh Mạng một mặt sai quan quân vào Gia Định đánh dẹp Lê Văn Khôi, mặt kia ra dụ cấm đạo Công giáo. Giám mục Taberd phải rời Nam Kỳ lánh sang Xiêm.
Tại Vọng Các, vua Xiêm muốn dùng Giám mục kêu gọi người Việt tại Xiêm đầu quân sang Nam Kỳ đánh quân nhà Nguyễn; Taberd không chịu nên lại phải rời Xiêm sang Penang và đến năm 1835 thì sang Ấn Độ ở chủng viện Serampore. Tại đây, vào năm 1838, với sự giúp đỡ của Hội Á Châu (Société asiatique du Bengale) và Bá tước Auckland, tức Toàn quyền Ấn Độ George Eden, Giám mục Taberd hoàn tất và xuất bản bộ từ điển Việt-Latinh mang tên Dictionarium Annamitico-Latinum, trong đó có những đóng góp của các giáo sĩ đời trước. Cuốn từ điển này sau thường được gọi là Từ điển Taberd. Vì Ấn Độ là thuộc địa của Anh nên Toàn quyền Eden cũng đòi Giám mục phải thêm phần phụ lục tiếng Anh trong cuốn tự điển tức là đối chiếu bốn ngôn ngữ: Việt, Latinh, Pháp và Anh. Tác phẩm đó mang tên Ông cũng xuất bản từ điển của Bá Đa Lộc trong cùng năm dưới tên Từ điển Annam-Latinh.
Ngoài ra, Taberd cũng hoạt động nghiên cứu địa lý Nam Kỳ. Ông xác nhận quần đảo Hoàng Sa (ngày nay là một hải đảo đang có tranh chấp chủ quyền trong khu vực Đông Nam Á) đã được Hoàng đế Gia Long chinh phục và tuyên bố chủ quyền năm 1816.

## Vinh danh
Tại Sài Gòn từ năm 1873 đến 1975 có Trường Trung học La San Taberd do Dòng La San điều hành.

## Hình ảnh

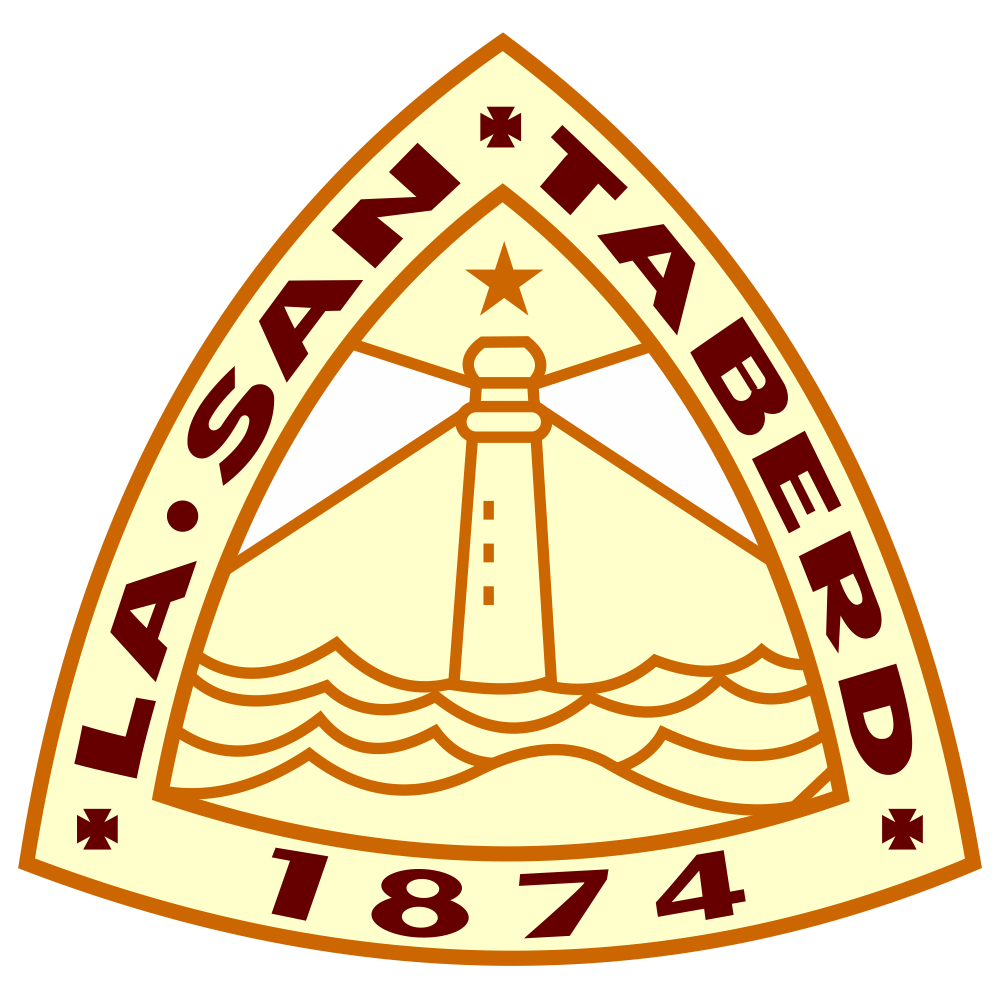
Huy hiệu trường La San Taberd.
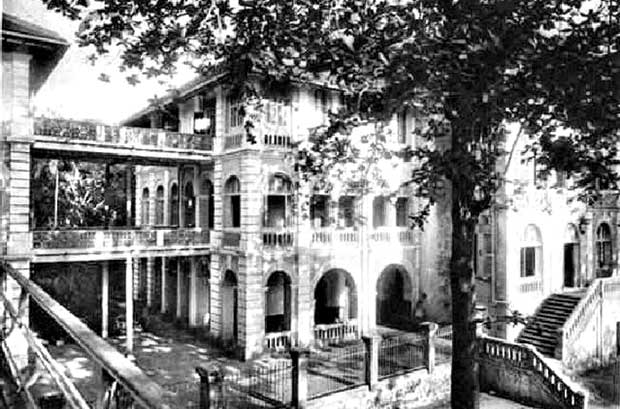
Trường La San Taberd.
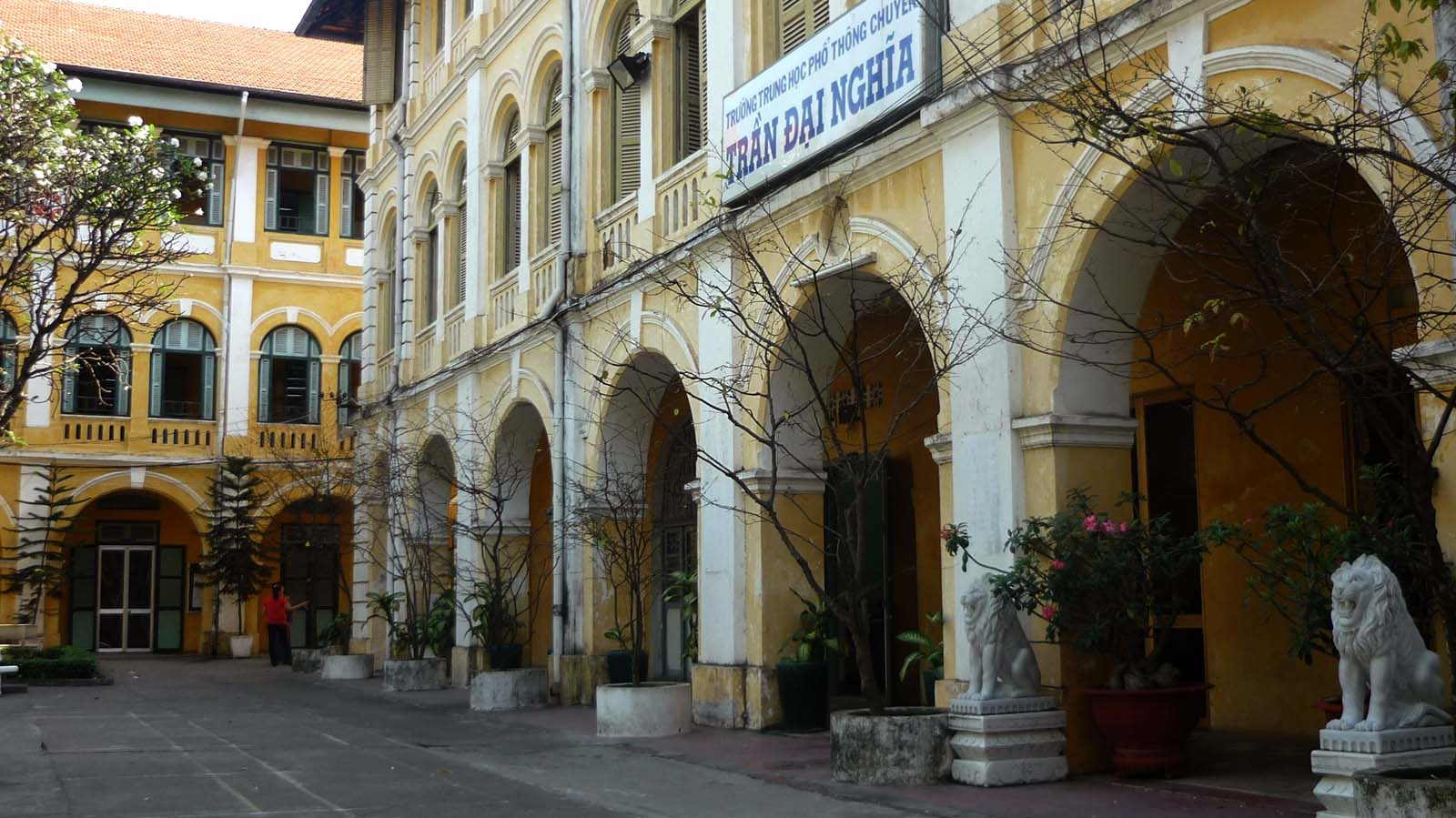
Một góc trường Trần Đại Nghĩa ngày nay.
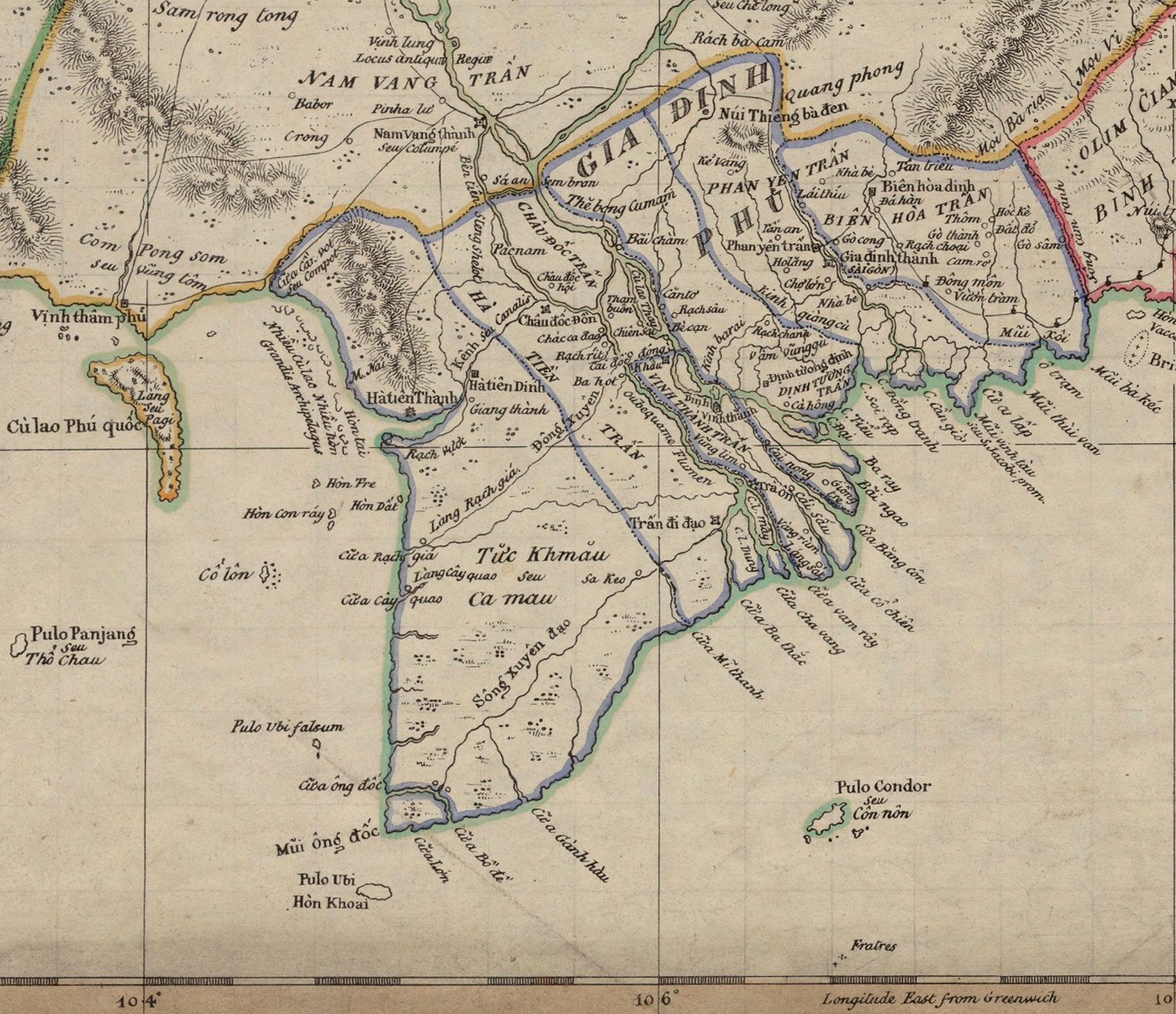
Trích phần Nam Kỳ trong bản đồ An Nam.
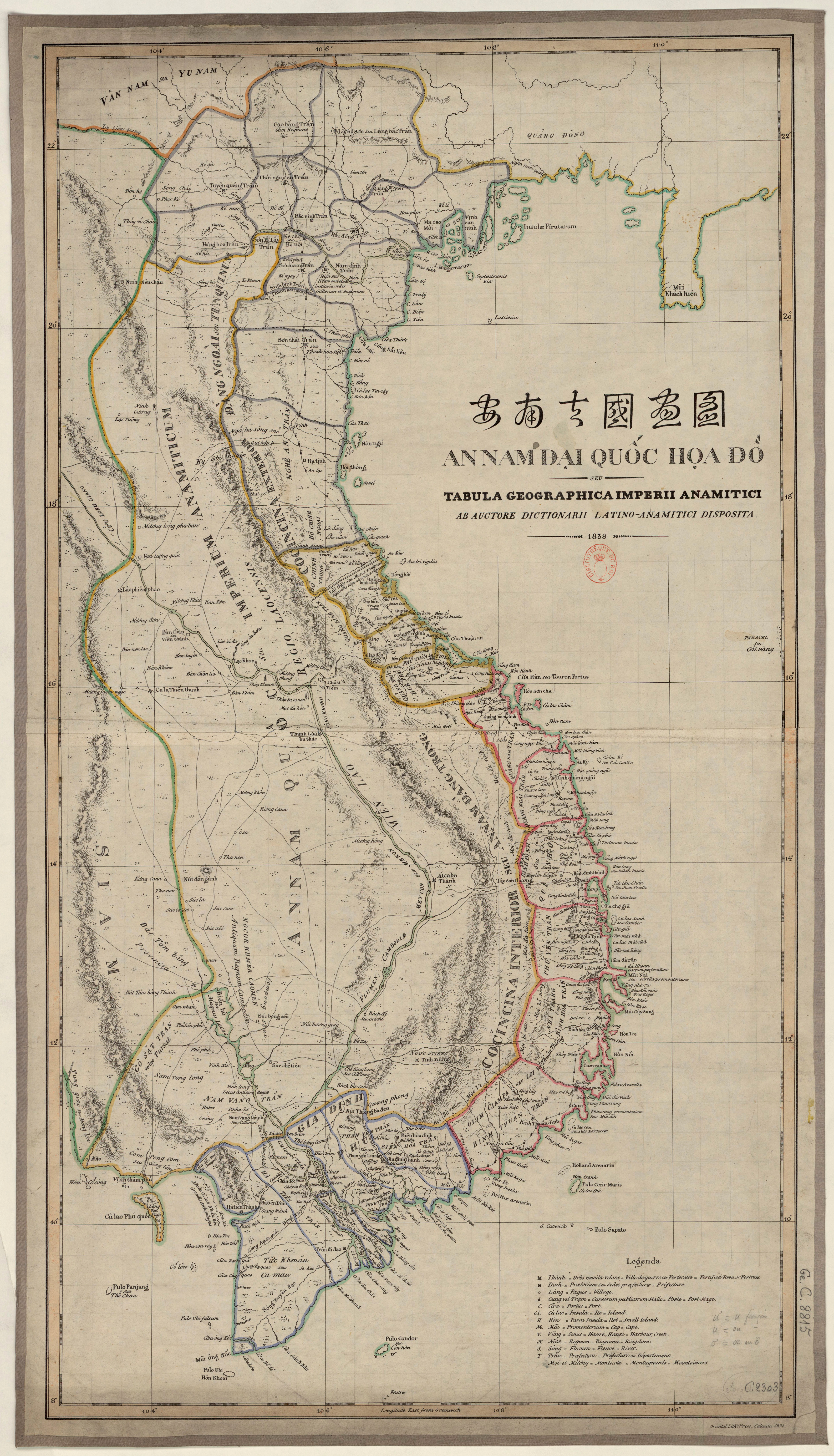
An Nam Đại Quốc Hoạ Đồ hoặc Bản đồ Việt Nam thời Nguyễn - vẽ bởi Jean-Louis Taberd năm 1838